# Røyken (stacja kolejowa)
Røyken – stacja kolejowa w Røyken, w regionie Buskerud w Norwegii, jest oddalona od Oslo Sentralstasjon o 34,45 km. Leży na wysokości 117 m n.p.m. Stacja należy do sieci szybkiej kolei od roku 1973 po wydrążeniu tunelu Lieråsen.

## Ruch pasażerski
Należy do linii Spikkestadlinjen. Jest elementem - kolei aglomeracyjnej w Oslo - w systemie SKM ma numer 550. Obsługuje lokalny ruch między Spikkestad, Oslo i Moss. Pociągi odjeżdżają co pół godziny w szczycie i co godzinę poza szczytem. 

## Obsługa pasażerów
Poczekalnia, parking na 102 miejsca, parking rowerowy, automat biletowy, bankomat, przystanek autobusowy. Odprawa podróżnych odbywa się w pociągu.